# Budrus (film)
Pour plus de détails, voir Fiche technique et Distribution.
Budrus est un film documentaire américain, israélien et palestinien sorti en 2009, réalisé par Julia Bacha, produit par Ronit Avni et Julia Bacha, et avec un scénario de Bacha. Il relate les manifestations non-violentes des habitants du village palestinien de Budrus au début des années 2000 contre la construction de la barrière de séparation israélienne sur les terres du village. 

## Fiche technique
- Titre : Budrus
- Réalisation : Julia Bacha
- Scénario : Julia Bacha
- Montage : Geeta Gandbhir, Julia Bacha
- Musique : Kareem Roustom
- Production : Ronit Avni, Julia Bacha, Rula Salameh
- Langue : arabe, hébreu, anglais
- Pays :  États-Unis,  Israël,  Palestine
- Durée : 70 minutes
- Date de sortie : 2009

## Intervenants
- Ayed Morrar : enseignant, leader du mouvement non-violent à Budrus.
- Iltezam Morrar (15 ans) : fille d'Ayed.
- Kobi Snitz : activiste israélien participant aux manifestations.
- Ahmed Awwad : membre du Hamas, il aide Ayed à promouvoir sa stratégie de non-violence.
- Yasmine Levy : militaire de la police aux frontières israélienne, elle développe des relations complexes avec les femmes du village qui l'appellent par son prénom dans leurs chants.
- Doron Spielman : porte-parole de l'armée israélienne, convaincu que les manifestations non-violentes ne changeront rien.

## Distinctions

### 2009
- Cultural Bridge Gala, 6e festival international du film de Dubaï

### 2010
- Festival du film de TriBeCa - mention spéciale du jury
- Berlinale 2010 - Panorama Audience Award Second Prize
- Bahamas International Film Festival (en) - Spirit of Freedom Documentary Award
- Festival du film de San Francisco - Prix du public
- Festival du film de Jérusalem - Honorable Mention for Best Documentary in the Spirit of Freedom Award
- Silverdocs (en) - Witness Award
- Traverse City Film Festival - Founders Prize, Best of Fest, Nonfiction
- Festival international du film de Bergen - Checkpoints Award
- Documenta Madrid 10 - Honorable Mention of the Jury
- Festival des Libertés - Festival des Libertés Prize
- Festival du film de Pesaro - Amnesty Italia Award

### 2011
- Prix du jury, “Excellence in Documenting a Human Rights Issue”, Bellingham Human Rights Film Festival